# Parasiccia atrosuffusa
Parasiccia atrosuffusa är en fjärilsart som beskrevs av Embrik Strand 1922. Parasiccia atrosuffusa ingår i släktet Parasiccia och familjen björnspinnare. Inga underarter finns listade i Catalogue of Life.